# Crystals (Of Monsters and Men)
Crystals è un singolo del gruppo musicale islandese Of Monsters and Men, pubblicato nel 2015 ed estratto dall'album Beneath the Skin.

## Tracce
1. Crystals - 4:02